# Aeroportul A.J. Eisenberg
Aeroportul A.J. Eisenberg (IATA: ODW, ICAO: KOKH, FAA LID: OKH) este un aeroport din Washington, Statele Unite ale Americii ce deservește zona Oak Harbor⁠(d).
Situat la o altitudine de 59 m, aeroportul dispune de 1 pistă.

## Infrastructură

### Piste
Aeroportul dispune de o singură pistă. Pista 7/25 are suprafața de asfalt și dimensiunile 3.265 picioare × 25 picioare. 